# Antoon Voet
Antoon Voet (Brugge ca. 1491 - 17 april 1556) was schepen en burgemeester van Brugge.

## Levensloop
Antoon Voet, heer van Voormezele, was een zoon van Antonius Voet sr. (1450 - 28 augustus 1505), schepen van Brugge in 1487 en van 1490 tot 1504, en van Petronella van Patvoorde († voor 1534).
De heerlijkheid Voormezeele (kasselrij Ieper) erfde hij van zijn moeder. Hij was ook heer van Steenkerke (bij Dentergem).
Hij trouwde in 1508 met Catharina de Vroeschepe (†1513). Hij hertrouwde in 1514 met Maria de Cioli.
Uit zijn eerste huwelijk had hij drie dochters en een zoon. Uit zijn tweede huwelijk had hij dertien kinderen, tien dochters en drie zoons.
Hij werd met zijn tweede echtgenote begraven onder een zerk in rood marmer, in het koor van de Brugse predikherenkerk.

## Activiteiten
Voet was veelvuldig aanwezig in het stadsbestuur van Brugge:
- Hoofdman van het Sint-Janssestendeel in 1532, 1535, 1538, 1540, 1546.
- Raadslid in 1524, 1528, 1537.
- Schepen in 1518, 1531, 1534, 1536, 1539, 1541, 1548.
- Burgemeester van de raadsleden in 1542, 1543.
- Burgemeester van de schepenen in 1552, in opvolging van de overleden burgemeester François Petyt.

Hij werd in 1545 voogd van het hospitaal van de Potterie. In 1535 werd hij lid van de voetboogschuttersgilde van Sint-Joris. 